# HanCinema
HanCinema (한시네마?) è un database online su tutto ciò che riguarda il cinema e la televisione coreani.

## Storia
Il database è stato creato il 17 agosto 2003 ed è stato fra i primi database online completamente dedicati al cinema coreano, insieme a KoreanFilm (1999) e al successivo Korean Movie Database (2006). Il sito è stato creato dal franco/canadese Cedric Collemine, che continua ad oggi a curarne i contenuti.
Secondo Alexa, al mese di gennaio 2017, il sito viene visitato da 36.756 persone al giorno (consultazione complessiva giornaliera di 104.262 pagine al giorno), e da 1.036.929 persone al mese (consultazione complessiva mensile di 3.551.011 pagine).

## Struttura
HanCinema gestisce informazioni sia sui film coreani (classificati dal 1990) che sui drama (classificati dal 1995).
Comprende schede di attori ed attrici (classificati per genere), corredate di immagini e talvolta di interviste esclusive, oltre che a schede di registi e del personale di produzione di film; esiste persino una sezione interamente dedicata a quiz su film e attori. Essendo aggiornato giornalmente, il sito fornisce anche le ultime notizie sui film e i drama. Contiene infine, oltre alle rilevazioni del box-office coreano, un archivio di trailer di film.
L'iscrizione al sito è facoltativa. Tuttavia, gli utenti iscritti possono accedere a pagamento a una versione priva di pubblicità e contenente informazioni non accessibili agli utenti non paganti, denominata HanCinema Pure.